# Iolanda Costa
Iolanda Costa (Figueira da Foz, 4 november 1994) is een Portugese zangeres.

## Biografie
Costa raakte in 2008 bekend in eigen land door haar deelname aan de talentenjacht Uma canção para ti. Begin 2024 nam Costa deel aan Festival da Canção, de Portugese preselectie voor het Eurovisiesongfestival. Met het nummer Grito won ze, waardoor ze haar vaderland mocht vertegenwoordigen op het Eurovisiesongfestival 2024 in het Zweedse Malmö. Daar werd ze in de eerste halve finale achtste en in de finale tiende.
1964: António Calvário · 
1965: Simone de Oliveira · 
1966: Madalena Iglésias · 
1967: Eduardo Nascimento · 
1968: Carlos Mendes · 
1969: Simone de Oliveira · 
1971: Tonicha · 
1972: Carlos Mendes · 
1973: Fernando Tordo · 
1974: Paulo de Carvalho · 
1975: Duarte Mendes · 
1976: Carlos do Carmo · 
1977: Os Amigos · 
1978: Gemini · 
1979: Manuela Bravo · 
1980: José Cid · 
1981: Carlos Paião · 
1982: Doce · 
1983: Armando Gama · 
1984: Maria Guinot · 
1985: Adelaide Ferreira · 
1986: Dora · 
1987: Nevada · 
1988: Dora · 
1989: Da Vinci · 
1990: Nucha · 
1991: Dulce Pontes · 
1992: Dina · 
1993: Anabela · 
1994: Sara Tavares · 
1995: Tó Cruz · 
1996: Lúcia Moniz · 
1997: Célia Lawson · 
1998: Alma Lusa · 
1999: Rui Bandeira · 
2001: MTM · 
2003: Rita Guerra · 
2004: Sofia Vitória · 
2005: 2B · 
2006: Nonstop · 
2007: Sabrina · 
2008: Vânia Fernandes · 
2009: Flor-de-Lis · 
2010: Filipa Azevedo · 
2011: Homens da Luta · 
2012: Filipa Sousa · 
2014: Suzy · 
2015: Leonor Andrade · 
2017: Salvador Sobral · 
2018: Cláudia Pascoal · 
2019: Conan Osíris · 
2021: The Black Mamba · 
2022: Maro · 
2023: Mimicat · 
2024: Iolanda · 
2025: Napa